# Gerhard Gietmann
Gerhard Gietmann SJ (* 21. Mai 1845 in Birten; † 11. November 1912 in Valkenburg aan de Geul) war ein deutscher Jesuit und Lehrer.

## Leben
Er trat am 2. Oktober 1864 in Friedrichsburg (Münster) den Jesuiten bei, empfing am 7. September 1879 die Priesterweihe in Ditton Hall und legte die letzten Gelübde am 15. August 1881 ab. Er lehrte 26 Jahre verschiedene Sprachen, Poetik und Ästhetik in den Schulen des Ordens in Wynandsrade und Exaten, zuletzt aber einige Nebenfächer der Philosophie und Theologie am Ignatiuskolleg in Valkenburg.

## Schriften (Auswahl)
- De re metrica Hebraeorum. Dissertation Freiburg im Breisgau 1880.
- Ein Gralbuch. Herder,  Freiburg im Breisgau 1889.
- Beatrice. Geist und Kern der Dante’schen Dichtungen. Herder, Freiburg im Breisgau 1889.
- Allgemeine Ästhetik. Herder, Freiburg im Breisgau 1899.